# Aurora Lacasa
Aurora Lacasa (* 24. März 1947 in Paris) ist eine Schlagersängerin spanischer Abstammung, die in der DDR populär war.

## Leben und Ausbildung
Sie war Tochter des spanischen Journalistenpaars Pilar und Ernesto Lacasa, das vor der Franco-Diktatur nach Paris geflohen war. Im Jahr 1948 siedelte die Familie nach Ungarn über.
Sie fanden eine neue Heimat in Budapest, wo die Tochter Aurora bis 1956 die Schule besuchte. Der Vater engagierte sich hier im Weltbund der demokratischen Jugend und wurde 1956 mit der ganzen Familie in die DDR nach Ziegenhals gebracht, weil sie während des Ungarn-Aufstandes dort nicht mehr sicher war. Schließlich fand Familie Lacasa eine Bleibe im Berliner Bezirk Pankow.
Aurora legte das Abitur ab und absolvierte im VEB Bergmann-Borsig eine Berufsausbildung zur Facharbeiterin für Maschinenbau. Sie trat danach eine Stelle als Dolmetscherin für Spanisch und Französisch in der kubanischen Botschaft an. Hier war sie für die Beschaffung neuer Maschinen und Fahrzeuge zuständig, beispielsweise von Lastkraftwagen für Kuba.
Zufällig traf die Mutter von Aurora Lacasa 1968 die DDR-Musikgruppe Oktoberklub bei den Vorbereitungen zu den Weltfestspielen der Jugend und Studenten in Sofia und vermittelte hier den ersten Kontakt ihrer Tochter zur Singebewegung.
Sie konnte noch im gleichen Jahr bei einem internationalen Jugendlager in Prenden auftreten. Ihre Darbietungen von Liedern aus dem Spanischen Bürgerkrieg und vertonte Gedichte von Federico García Lorca begeisterten das Publikum. Sie bekam danach über den Jugendsender DT 64 das Angebot, am Zentralen Studio für Unterhaltungskunst der DDR eine Ausbildung als Sängerin zu machen.

## Ausbildung zur Sängerin und Erfolge
Während der Ausbildung lernte Aurora Lacasa Künstler wie Wolfgang Ziegler und Barbara Thalheim kennen. Ihr Repertoire fand bald Zuspruch, so dass sie in Shows wie Ein Kessel Buntes, bei Galas auch im Friedrichstadtpalast, mit der Fernsehsendung Weihnachten in Familie, in der Sendung Mit Lutz und Liebe sowie bei weiteren Kulturveranstaltungen in der DDR auftrat. Es folgten bald Tourneen durch die UdSSR, Kuba, Polen, Bulgarien, Frankreich, Portugal und arabische Staaten.
Nach der Wende hatte Lacasa wieder Auftritte in Deutschland und wurde vor allem bei ihren Weihnachtstourneen gefeiert. Begleitet wurde sie von einer Band junger südamerikanischer Musiker.
2009 war sie mit dem Soloprogramm Spurensuche unterwegs, das hauptsächlich Chansons bot. 2010 war sie mit ihrer Band und dem Konzert Lebenslinien auf Tournee.
Bis 2017 war Aurora Lacasa mit Programmen unter dem Titel Spurensicherung und Weihnachtskonzerten auf Tournee, ehe sie sich im Jahr 2018 von der Bühne und ihrem Publikum verabschiedete.

## Familiäres
Aurora Lacasa hat einen Bruder, Ernesto, mit dem sie auch gemeinsam als Sängerin aufgetreten ist.
Sie war zunächst mit dem DDR-Schlagersänger Thomas Lück, ab Mitte der 1970er Jahre bis 1996 mit Frank Schöbel liiert. Mit ihm hat sie zwei Töchter: Dominique Lacasa, die ebenfalls als Sängerin tätig ist, und Odette Lacasa. Nach der Trennung von Schöbel lebte Aurora Lacasa mehrere Jahre in Berlin-Mitte. Später zog sie nach Spanien, um ihre betagten Eltern zu pflegen.
2006/2007 baute sie gemeinsam mit ihrem Lebensgefährten, dem Manager Jürgen Krajewski, im Wandlitzer Ortsteil Stolzenhagen ein Wohnhaus. Seit 2015 ist sie mit ihm verheiratet. Im Wohnort initiierte sie die Initiative pro Region.
Aurora Lacasa versteht sich auch als bildende Künstlerin; sie malt und modelliert.

## Diskografie
Alben
- 1974: Thomas Lück/Aurora Lacasa (Amiga)
- 1976: Aurora Lacasa (Amiga)
- 1979: Zu Haus, ist da wo dein Herz ist (Amiga)
- 1985: Weihnachten in Familie (Amiga, mit Frank Schöbel und Dominique und Odette Lacasa)
- 1994: Fröhliche Weihnachten in Familie (Buschfunk, mit Frank Schöbel und Dominique und Odette Lacasa)
- 1998: Peterchens Mondfahrt Teil 1 (Amiga/BMG), Kinderlieder, Aurora Lacasa und Gunter Schoß
- 1999: Peterchens Mondfahrt Teil 2 (Amiga/BMG). Kinderlieder. Aurora Lacasa und Gunter Schoß
- 2000: Wenn die Wandervögel zieh’n (Buschfunk)
- 2005: Lebenslinien
- 2010: Lebenslinien – Das Konzert
- 2011: Nimm den Zug, der Sehnsucht heißt – Die großen Erfolge (Hansa Amiga Sony Music)
- 2012: Auf Ewig … Weihnacht (Zwölf Lieder für den zwölften Monat)